# Королева бала (фильм, 2004)
«Королева бала» (англ. Prom Queen: The Marc Hall Story) — телевизионный фильм режиссёра Джона Л’Экуаера. Его сюжет основан на реальной истории старшеклассника Марка Холла, открытого гея, который бросил вызов католическому школьному совету в своем маленьком провинциальном городке. Имя Холла попало на страницы газет по всему миру, а его поступок был высоко оценен ЛГБТ-правозащитниками.

## Сюжет
Выпускнику католической школы гею Марку Холлу администранция учебного заведения запрещает приглашать в качестве королевы бала его бойфренда. Скандал выходит за пределы школы, о запрете становится известно канадским правозащитным организациям, профсоюзам и средствам массовой информации. Марку приходится бороться и отстаивать свой выбор. Его поддерживают одноклассники и родители. Это дело заинтересовало адвоката Лонни Винна, специализирующегося на делах, связанных с правами сексуальных меньшинств. Он берётся защищать парня в суде на общественных началах. Марк обнаруживает, что ведёт борьбу не только за свои права, но и вообще за права ЛГБТ.

## В ролях
| Актёр         | Роль      |
| ------------- | --------- |
| Аарон Эшмор   | Марк Холл |
| Мак Файф      | Джейсон   |
| Тревор Блумас | Бо        |
| Тамара Хоуп   | Карли     |